# Jean Lanher
Jean Lanher (Montmédy, 21 ottobre 1924 – Vandœuvre-lès-Nancy, 4 gennaio 2018) è stato un linguista francese.
Membro dell'Académie de Stanislas, Jean Lanher fu anche presidente dell'Association des amis d'Avioth.

## Biografia
Jean Lanher nacque a Montmédy nel 1924. Professore dell'Università di Nancy II, insegnò lingua e letteratura francese del Medioevo e del Rinascimento.
Muore il 4 gennaio 2018 all'età di 93 anni.

## Opere principali
- 1975 Chartes en langue française antérieures à 1271 conservées dans le département des Vosges, CNRS, Paris, 1975, 251 p. ISBN 2222017440
- 1979 Atlas linguistique et ethnographique de la Lorraine romane (con Alain Litaize e Jean Richard), CNRS, Paris, 1979-1988, 4 vol. (1. Nature. Animaux; 2. Habitat-Travaux; 3. L'homme; 4. Morphologie-Divers)
- 1983 Les Contes de Fraimbois, Presses universitaires de Nancy, Nancy; Éditions Serpenoise, Metz, 1983 ISBN 2-86480-155-8
- 1985 Au fil des mois : dictons de Lorraine (con Alain Litaize), Presses Universitaires de Nancy, Nancy, 1985, 143 p. ISBN 2864802139
- 1989 Au fil du temps : dictons de Lorraine (con Alain Litaize), Presses universitaires de Nancy, Nancy, 1989, 137 p. ISBN 2864802937
- 1990 Dictionnaire du français régional de Lorraine (conAlain Litaize), Bonneton, 1990, 159 p. ISBN 2862530859
- 2007 Dom Loupvent : récit d'un voyageur lorrain en Terre Sainte au XVI siècle (con Philippe Martin), Éditions Place Stanislas, Nancy; Conseil général de la Meuse, Bar-le-Duc, 2007, 192 p. ISBN 9782355780073